# KAJOTbet Hockey Games 2012
KAJOTbet Hockey Games 2012 byl turnaj v rámci série Euro Hockey Tour 2011/2012, který byl sehrán od 26. do 29. dubna 2012.
Vítězem turnaje se stalo Finsko, které ztratilo jediný bod, a to v utkání s Českou republikou. Vítězství nad Ruskem v posledním utkání turnaje zajistilo České republice teprve druhý celkový triumf v Euro Hockey Tour.

## Zápasy
| 26. dubna 2012 20:00 MSK | Rusko | 0 – 2 (0:1, 0:0, 0:1) | Finsko | Sportovní komplex Jubilejnyj, Petrohrad Návštěvnost: 5 620 |  |

| Report          |                 |          |                                       |                             |
| Semjon Varlamov | Semjon Varlamov | Brankáři | Kari Lehtonen                         | Rozhodčí: Lärking Johansson |
|                 |                 |          | 33' Mikko Mäenpää 60' Antti Pihlström | Rozhodčí: Lärking Johansson |
| 10 min          | 10 min          | Tresty   | 12 min                                | Rozhodčí: Lärking Johansson |

| 26. dubna 2012 18:30 SEČ | Švédsko | 3 – 5 (1:1, 2:2, 0:2) | Česko | Kajot Arena, Brno Návštěvnost: 7 058 |  |

| Report                                     |                                            |          |                                                                                      |                           |
| Jhonas Enroth                              | Jhonas Enroth                              | Brankáři | Jakub Štěpánek                                                                       | Rozhodčí: Anisimov Olenin |
| Järnkrok 6' Staffan Kronwall 34' Harju 34' | Järnkrok 6' Staffan Kronwall 34' Harju 34' |          | 20' Ondřej Němec 24' Jiří Novotný 24' Jiří Tlustý 41' Tomáš Plekanec 60' Petr Průcha | Rozhodčí: Anisimov Olenin |
| 16 min                                     | 16 min                                     | Tresty   | 18 min                                                                               | Rozhodčí: Anisimov Olenin |
| 37                                         | 37                                         | Střely   | 35                                                                                   | Rozhodčí: Anisimov Olenin |

| 28. dubna 2012 14:00 SEČ | Česko | 2 – 3 PP (2:0, 0:2, 0:0, 0:1) | Finsko | Kajot Arena, Brno Návštěvnost: 6 905 |  |

| Report                            |                                   |          |                                                            |                           |
| Jakub Štěpánek                    | Jakub Štěpánek                    | Brankáři | Petri Vehanen                                              | Rozhodčí: Anisimov Olenin |
| Ondřej Němec 14' Lukáš Kašpar 17' | Ondřej Němec 14' Lukáš Kašpar 17' |          | 27' Lennart Petrell 32' Mikko Mäenpää 63' Tuomas Kiiskinen | Rozhodčí: Anisimov Olenin |
| 14 (navíc Petr Čáslava 5+DKU) min | 14 (navíc Petr Čáslava 5+DKU) min | Tresty   | 14 (navíc Janne Pesonen 10+5+DKU) min                      | Rozhodčí: Anisimov Olenin |
| 28                                | 28                                | Střely   | 21                                                         | Rozhodčí: Anisimov Olenin |

| 28. dubna 2012 18:30 SEČ | Rusko | 4 – 2 (0:0, 3:1, 1:1) | Švédsko | Kajot Arena, Brno Návštěvnost: 5 655 |  |

| Report                                                                           |                                                                                  |          |                           |                                         |
| Semjon Varlamov                                                                  | Semjon Varlamov                                                                  | Brankáři | Viktor Fasth              | Rozhodčí: Martin Fraňo Vladimír Šindler |
| Jevgenij Kuzněcov 35' Nikolaj Kuljomin 38' Nikolaj Žerděv 39' Nikolaj Žerděv 59' | Jevgenij Kuzněcov 35' Nikolaj Kuljomin 38' Nikolaj Žerděv 39' Nikolaj Žerděv 59' |          | 39' Olausson 56' Karlsson | Rozhodčí: Martin Fraňo Vladimír Šindler |
| 18 min                                                                           | 18 min                                                                           | Tresty   | 20 min                    | Rozhodčí: Martin Fraňo Vladimír Šindler |
| 28                                                                               | 28                                                                               | Střely   | 26                        | Rozhodčí: Martin Fraňo Vladimír Šindler |

| 29. dubna 2012 14:00 SEČ | Finsko | 4 – 1 (1:0, 1:0, 2:1) | Švédsko | Kajot Arena, Brno Návštěvnost: 4 126 |  |

| Report                                                                     |                                                                            |          |                       |                                       |
| Kari Lehtonen                                                              | Kari Lehtonen                                                              | Brankáři | Jhonas Enroth         | Rozhodčí: Jan Hribík Vladimír Šindler |
| Jussi Jokinen 2' Ville Peltonen 29' Tuomas Kiiskinen 50' Janne Pesonen 60' | Jussi Jokinen 2' Ville Peltonen 29' Tuomas Kiiskinen 50' Janne Pesonen 60' |          | 45' Patrik Zackrisson | Rozhodčí: Jan Hribík Vladimír Šindler |
| 10 min                                                                     | 10 min                                                                     | Tresty   | 4 min                 | Rozhodčí: Jan Hribík Vladimír Šindler |

| 29. dubna 2012 18:00 SEČ | Česko | 2 – 1 (0:0, 2:1, 0:0) | Rusko | Kajot Arena, Brno Návštěvnost: 7 200 |  |

| Report                               |                                      |          |                    |                               |
| Jakub Kovář                          | Jakub Kovář                          | Brankáři | Konstantin Barulin | Rozhodčí: Laaksonen Leppäalho |
| Jakub Petružálek 38' Petr Nedvěd 39' | Jakub Petružálek 38' Petr Nedvěd 39' |          | 24' Jevgenij Ketov | Rozhodčí: Laaksonen Leppäalho |
| 12 min                               | 12 min                               | Tresty   | 16 min             | Rozhodčí: Laaksonen Leppäalho |
| 18                                   | 18                                   | Střely   | 30                 | Rozhodčí: Laaksonen Leppäalho |

## Tabulka
| Poř. | Tým     | Z | V | VP | PP | P | VG | OG | B |
| ---- | ------- | - | - | -- | -- | - | -- | -- | - |
| 1.   | Finsko  | 3 | 2 | 1  | 0  | 0 | 9  | 3  | 8 |
| 2.   | Česko   | 3 | 2 | 0  | 1  | 0 | 9  | 7  | 7 |
| 3.   | Rusko   | 3 | 1 | 0  | 0  | 2 | 5  | 6  | 3 |
| 4.   | Švédsko | 3 | 0 | 0  | 0  | 3 | 6  | 13 | 0 |

Z = Odehrané zápasy; V = Výhry; VP = Výhry v prodloužení/nájezdech; PP = Prohry v prodloužení/nájezdech; VG = vstřelené góly; OG = obdržené góly; B = Body